# Cumella medeeae
Cumella medeeae är en kräftdjursart som beskrevs av Petrescu, Iliffe och Serban M. Sarbu 1994. Cumella medeeae ingår i släktet Cumella och familjen Nannastacidae. Inga underarter finns listade i Catalogue of Life.